# ミサ曲 ニ長調 (ドヴォルザーク)
ミサ曲 ニ長調（ドイツ語: Messe D-Dur）作品86は、アントニン・ドヴォルザークが作曲したミサ曲。

## 作曲・初演
当楽曲を書き上げたのは、1887年のこと。ドヴォルザークが1884年3月に自身初の英国ロンドン旅行の途上で自作『スターバト・マーテル』を指揮して地元ロンドンの聴衆からの大喝采を浴びてから約3年経過していた。
当楽曲は、ドヴォルザークの友人で著名な建築家でもあるヨセフ・フラヴカの自宅内に建設されていた小さな礼拝堂の落成を祝う記念式典（奉献式）のために作曲されたもので、作曲当年である1887年の9月11日にその新しい礼拝堂に於いて初演された。初演場所の関係からオルガン伴奏の形で作曲されており、初演当日にはオルガンに小規模な合唱団、そしてアルト独唱としてドヴォルザークの妻アンナが演奏参加するなど、親密な雰囲気で行われた。
初演翌年の1888年4月15日には、チェコのピルゼン（プルゼニ）の劇場に於いて一般の聴衆が入る公開の場での初演が行われた。この時には伴奏として2台のハーモニウムとチェロ、そして2本のコントラバスから成る小アンサンブルが組まれたとされているが、このアンサンブル伴奏形態がドヴォルザーク自身の発案によるものだったか否かは定かで無く、また、このアンサンブルに係る譜面などは現存していない。
1892年、イギリスの音楽出版社ノヴェロからの依頼により管弦楽伴奏に編曲。翌1893年にロンドンの水晶宮に於いてこの管弦楽編曲版がアウグスト・マンスの指揮により演奏されている。

## 編成
原典版（オルガン伴奏版；1887年）
独唱（S・A・T・B）、混声四部合唱、オルガン
管弦楽伴奏版（1892年）
小規模四部合唱（4人の独唱の代わり）、混声四部合唱、オルガン、
管弦楽（2Ob.、2Fg.、3Hr.、2Tp.、3Tb.、Timp.、弦楽五部）

## 楽曲構成
1. キリエ（Kyrie） - 独唱および合唱
2. グローリア（Gloria） - 独唱および合唱
3. クレド（Credo） - 独唱および合唱
4. サンクトゥス（Sanctus） - 合唱
5. ベネディクトゥス（Benedictus） - 合唱
6. アニュス・デイ（Agnus Dei） - 独唱および合唱

演奏時間は、35～45分程度である。